# Durham Castle (Schiff)
Die Durham Castle war ein 1904 in Dienst gestellter Passagierdampfer, der von der britischen Reederei Union-Castle Line im Passagier- und Postverkehr zwischen Großbritannien und Südafrika eingesetzt wurde. Sie wurde 1939 in der britischen Admiralität übernommen und sank am 26. Januar 1940 vor Schottland nach dem Auflaufen auf eine Seemine.

## Das Schiff

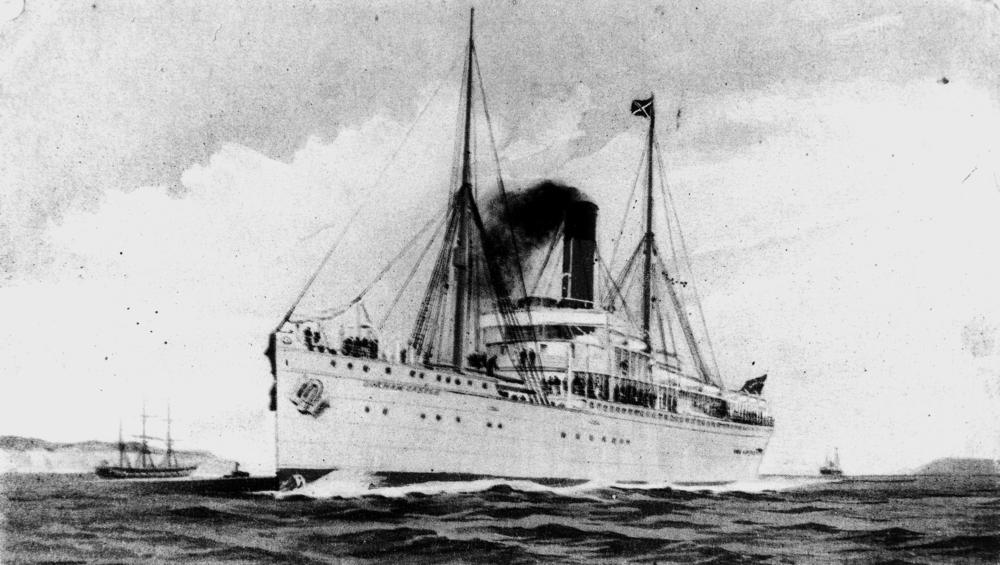
Illustration (undatiert)

Das 8.217 BRT große Dampfschiff Durham Castle wurde auf der Werft Fairfield Shipbuilders in Govan bei Glasgow gebaut. Das 144,9 Meter lange und 17,2 Meter breite Schiff hatte einen Schornstein, zwei Masten und zwei Propeller. Es wurde von Vierfachexpansions-Dampfmaschinen angetrieben, die 969 nominale Pferdestärken (NHP) leisteten und das Schiff auf eine Höchstgeschwindigkeit von 14 Knoten beschleunigen konnten. Die Passagierunterkünfte waren für 220 Reisende in der Ersten Klasse und 250 in der Dritten Klasse bemessen. Die Durham Castle hatte zwei Schwesterschiffe, die ebenfalls 1904 in Dienst gestellt wurden. Diese waren die Dunluce Castle (8.114 BRT), die bei Harland & Wolff in Belfast gebaut wurde und die Dover Castle (8.271 BRT), die bei Barclay, Curle and Company vom Stapel lief.
Die Durham Castle lief am 17. Dezember 1903 vom Stapel, wurde im Februar 1904 fertiggestellt und lief am 23. März 1904 zu ihrer Jungfernfahrt von London nach Südafrika aus. 1910 wurde sie auf die Route nach Mombasa via Kap der Guten Hoffnung verlegt. Während des Ersten Weltkriegs blieb die Durham Castle im Passagierverkehr und wurde nicht als Hilfskreuzer oder Ähnliches verwendet. Auf den Rückfahrten nach England hatte sie jedoch Truppen an Bord, die an die Front gebracht werden sollten. Im Juni 1918 war die Durham Castle im selben von mehreren Zerstörern begleiteten Konvoi wie die Kenilworth Castle, als diese bei einem Ausweichmanöver mit dem Zerstörer Rival zusammenstieß.
Ab 1931 fuhr das Schiff auf der Ostafrika-Route via Sueskanal. 1939 wurde das alte Schiff zum Abbruch verkauft. Die Abbrucharbeiten begannen am 27. September 1939 bei Metal Industries in Rosyth. Am 2. Oktober wurde die Demontage jedoch gestoppt, da die britische Admiralität die Durham Castle als Wohn- und Versorgungsschiff im Marinestützpunkt Scapa Flow verwenden wollte. Am 26. Januar 1940 lief sie jedoch auf dem Weg dorthin vor Cromarty auf eine Seemine, die von dem deutschen U-Boot U 57 gelegt worden war und ging unter.